# Vaiges
Vaiges és un municipi francès situat al departament de Mayenne i a la regió de País del Loira. L'any 2007 tenia 1.200 habitants.

## Demografia

### Població
El 2007 la població de fet de Vaiges era de 1.200 persones. Hi havia 472 famílies de les quals 133 eren unipersonals (79 homes vivint sols i 54 dones vivint soles), 180 parelles sense fills, 142 parelles amb fills i 17 famílies monoparentals amb fills.
La població ha evolucionat segons el següent gràfic:
Habitants censats

### Habitatges
El 2007 hi havia 551 habitatges, 482 eren l'habitatge principal de la família, 26 eren segones residències i 44 estaven desocupats. 509 eren cases i 40 eren apartaments. Dels 482 habitatges principals, 323 estaven ocupats pels seus propietaris, 148 estaven llogats i ocupats pels llogaters i 10 estaven cedits a títol gratuït; 4 tenien una cambra, 28 en tenien dues, 92 en tenien tres, 146 en tenien quatre i 211 en tenien cinc o més. 379 habitatges disposaven pel capbaix d'una plaça de pàrquing. A 253 habitatges hi havia un automòbil i a 175 n'hi havia dos o més.

### Piràmide de població
La piràmide de població per edats i sexe el 2009 era:
| Homes | Edats   | Dones |
| ----- | ------- | ----- |
| 0     | 95 o +  | 8     |
| 4     | 90 a 94 | 12    |
| 12    | 85 a 89 | 24    |
| 12    | 80 a 84 | 32    |
| 36    | 75 a 79 | 36    |
| 12    | 70 a 74 | 48    |
| 44    | 65 a 69 | 32    |
| 20    | 60 a 64 | 36    |
| 24    | 55 a 59 | 12    |
| 24    | 50 a 54 | 36    |
| 24    | 45 a 49 | 40    |
| 36    | 40 a 44 | 36    |
| 28    | 35 a 39 | 20    |
| 40    | 30 a 34 | 52    |
| 24    | 25 a 29 | 16    |
| 36    | 20 a 24 | 24    |
| 28    | 15 a 19 | 16    |
| 32    | 10 a 14 | 40    |
| 52    | 5 a 9   | 36    |
| 12    | 0 a 4   | 32    |

## Economia
El 2007 la població en edat de treballar era de 616 persones, 507 eren actives i 109 eren inactives. De les 507 persones actives 472 estaven ocupades (262 homes i 210 dones) i 35 estaven aturades (14 homes i 21 dones). De les 109 persones inactives 45 estaven jubilades, 33 estaven estudiant i 31 estaven classificades com a «altres inactius».

### Ingressos
El 2009 a Vaiges hi havia 474 unitats fiscals que integraven 1.134,5 persones, la mediana anual d'ingressos fiscals per persona era de 15.139 €.

### Activitats econòmiques
Dels 74 establiments que hi havia el 2007, 3 eren d'empreses alimentàries, 1 d'una empresa de fabricació de material elèctric, 2 d'empreses de fabricació d'elements pel transport, 4 d'empreses de fabricació d'altres productes industrials, 12 d'empreses de construcció, 17 d'empreses de comerç i reparació d'automòbils, 5 d'empreses de transport, 6 d'empreses d'hostatgeria i restauració, 1 d'una empresa d'informació i comunicació, 3 d'empreses financeres, 3 d'empreses immobiliàries, 9 d'empreses de serveis, 6 d'entitats de l'administració pública i 2 d'empreses classificades com a «altres activitats de serveis».
Dels 23 establiments de servei als particulars que hi havia el 2009, 1 era una gendarmeria, 2 oficines bancàries, 5 tallers de reparació d'automòbils i de material agrícola, 1 paleta, 1 guixaire pintor, 1 fusteria, 4 lampisteries, 1 electricista, 2 perruqueries, 1 veterinari, 1 agència de treball temporal i 3 restaurants.
Dels 5 establiments comercials que hi havia el 2009, 1 era un supermercat, 2 fleques, 1 un drogueria i 1 una floristeria.
L'any 2000 a Vaiges hi havia 78 explotacions agrícoles que ocupaven un total de 2.618 hectàrees.

## Equipaments sanitaris i escolars
L'únic equipament sanitari que hi havia el 2009 era una farmàcia.
El 2009 hi havia 2 escoles elementals.

## Poblacions més properes
El següent diagrama mostra les poblacions més properes.